# Glacier de Moiry
Pour les articles homonymes, voir Moiry.
Le glacier de Moiry est un glacier situé entre 2 400 et 3 800 m d'altitude dans le canton du Valais en Suisse, d'une longueur de 5,35 km et d'une surface de 5,75 km2 en 1973. En 1905 sa longueur était supérieure à 6 km. Il a perdu plus de 650 m de longueur depuis les mesures effectuées en 1900 ; actuellement elle est d'environ 5,22 km.
Le glacier remplit l'extrémité supérieure du val de Moiry et donne naissance à la Gougra, un affluent de la Navizence. Cependant, depuis 1958, les eaux du glacier sont retenues dans le barrage de Moiry et sont turbinées plus bas dans le Val d'Anniviers.
Le glacier prend naissance sur le flanc du Grand Cornier à 3 962 m d'altitude et est alimenté par les faces glaciaires issues de la pointe de Bricola, des pointes de Mourti et du pigne de la Lé.

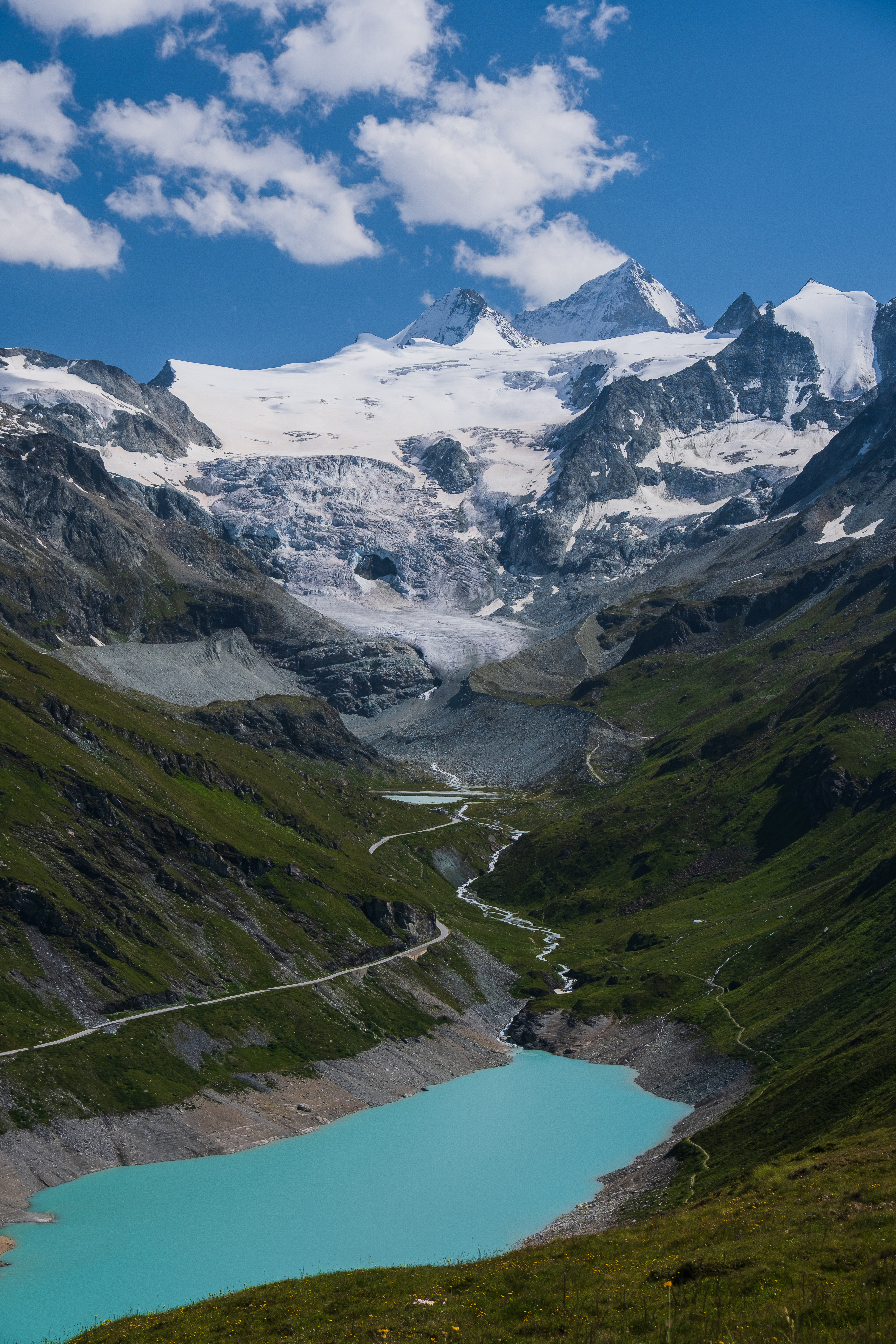
Lac et glacier de Moiry.